# 玛格丽特·德·那瓦尔广场
玛格丽特·德·那瓦尔广场（Place Marguerite-de-Navarre）是巴黎第一区的一个广场。Rue des Innocents、rue de la Lingerie和rue des Halles交汇于此。

## 名称
广场得名于法国国王弗朗索瓦一世的姐姐玛格丽特·德·那瓦尔 (1492-1549)。

## 历史
广场原名Place D/1，于1985年4月2日改为现名。